# Rhyothemis
Rhyothemis – rodzaj ważek z rodziny ważkowatych (Libellulidae).

## Podział systematyczny
Do rodzaju należą następujące gatunki:
- Rhyothemis aterrima
- Rhyothemis braganza
- Rhyothemis cognata
- Rhyothemis fenestrina
- Rhyothemis fulgens
- Rhyothemis fuliginosa
- Rhyothemis graphiptera
- Rhyothemis hurleyi
- Rhyothemis mariposa
- Rhyothemis notata
- Rhyothemis obsolescens
- Rhyothemis phyllis
- Rhyothemis plutonia
- Rhyothemis princeps
- Rhyothemis pygmaea
- Rhyothemis regia
- Rhyothemis resplendens
- Rhyothemis rita
- Rhyothemis semihyalina
- Rhyothemis severini
- Rhyothemis splendens
- Rhyothemis triangularis
- Rhyothemis variegata